# Lovmodellen
Lovmodellen er en dansk økonomisk model, der blandt andet bruges til mange af ministeriernes og andre institutioners beregninger af fordelingsvirkningerne af lovforslag og andre ændringer. Lovmodellen blev oprettet i 1978 og har siden været brugt i mange danske økonomiske analyser.
Modellen blev oprindelig udviklet i Økonomiministeriet og er også pr. 2024 forankret i dette ministerium, selvom den i nogle mellemliggende perioder har været forankret i andre ministerier.

## Opbygning
Lovmodellen består af et datasæt med oplysninger om danske indbyggere (den såkaldte "modelbefolkning") samt et sæt modeller, der bygger ovenpå modelbefolkningerne. Datagrundlaget er baseret på registerdata og indeholder en lang række oplysninger om hver enkelt (anonymiserede) person.

## Historie
Udviklingen af Lovmodellen blev påbegyndt i Økonomiministeriet midt i 1970'erne, ledet af kommitteret Jørn Børglum Jensen i samarbejde med Danmarks Statistik. Arbejdet var en udløber af et udvalgsarbejde om "Samordning af skatter og sociale ydelser", der førte til to betænkninger fra henholdsvis 1974 og 1977, begge med titlen Skatter og indkomstafhængige ydelser m.v. Udviklingsarbejdet med Lovmodellen var internationalt banebrydende som følge af den meget tidlige oprettelse i Danmark af edb-baserede administrative registre baseret på CPR-systemet. Fra 1978 påbegyndtes regelmæssige offentliggørelser af lovmodel-analyser i de særlige Lovmodelberetninger, der udkom i perioden 1978-1993.:115-116 